# Otto Kernberg
Otto Kernberg (* 10. září 1928 Vídeň) je americký psychoanalytik, který vychází z egopsychologie, ale snaží se ji obohatit o aspekty kleinánského přístupu a poznatky britské školy objektních vztahů. Jeho práce je syntetická, avšak měla velký vliv především v léčbě hraniční poruchy osobnosti – je autorem tzv. Psychoterapie zaměřené na přenos (Transference-Focused Psychotherapy, TFP), jež posunula hranice léčitelnosti poruchy osobnosti za mez symptomů.
Z egopsychologů Kernberga nejvíce ovlivnilo dílo Edith Jacobsonové a Margaret Mahlerové. Jejich myšlenky se staly základnou vlastní Kernbergovy práce, do níž zasadil dílčí přínos zejména Melanie Kleinové (jež byla jeho analytičkou). Také se mnohem více než jmenovaní navrátil k některým tezím Sigmunda Freuda, do značné míry renovoval jeho teorii neurózy vyvěrající z pudového konfliktu.

## Model vývoje dítěte
Kernberg říká, že zkušenost dítěte se v prvních měsících štěpí na dobrou a frustrující. Zpočátku dítě nerozlišuje mezi sebou a prostředím, ale frustrující zkušenost ho nutí si ujasnit, co opravdu přichází z něj, a co nikoli – musí rozštěpit obraz sebe a obraz objektu. Pokud se to dítěti nepodaří, vzniká psychogenní základ psychózy. Psychotik je definován dle Kernberga především a hlavně neschopností odlišit sebe od druhých.
Dalším klíčovým vývojovým krokem je překonat štěpení sebe a objektů na dobré a špatné (dítě totiž věří, že objekt = matka, který způsobuje frustrující zkušenost, není totožný s objektem-matkou, který způsobuje dobrou zkušenost a analogicky štěpí i své já). Dítě se musí naučit integrovat dobré i špatné obrazy objektů (existuje jen jedna matka, někdy láskyplná, někdy frustrující), a to počne scelovat obraz jeho vlastního já. Pokud k tomuto scelení nedojde, je položen základ pro hraniční poruchu osobnosti (borderline syndrom). Jedním z důsledků je, že hraniční osobnost nemá smíšenu lásku a nenávist, takže obě separované emoce jsou u něj zničující (absolutní zbožnění/absolutní zavrhnutí) – hraniční jedinec se pak pohybuje v extrémech (všechno nebo nic) i ve všech ostatních sférách života.
Na tuto první (jacobsonovskou) a druhou (kleinovskou) vrstvu popisu dětství Kernberg namontoval vrstvu třetí, klasicky freudovskou. Kernberg sice nepřijal Freudův názor, že energie pudu života (libido) a energie pudu smrti (vyjevující se povětšinou jako agrese) jsou přírodní a vrozené, domnívá se, že se formují ve vývoji kolem dobré a špatné zkušenosti, ale souhlasí s Freudem, že vztah pudu a ega je konfliktní, a že jejich nevyřešený konflikt je základem neurózy.

## Hraniční porucha osobnosti
Největšího vlivu dosáhly Kernbergovy práce o hraniční poruše osobnosti. Kernberg ji definuje těmito znaky:
- slabé ego
- primitivní formy obrany – zejména štěpení objektů (totální zlo / totální dobro)
- difúze identity
- neporušené testování reality, ale časté denní snění (ovšem občasné a přechodné psychotické okamžiky, zejména ve spojení s užíváním drog)
- narušené objektní vztahy (neschopnost vnímat druhé jako skutečně nezávislé osoby)

Podle Kernberga mají hraniční pacienti v důsledku chybného vývoje objektních vztahů příliš silné a dravé agresivní pudy, které nedobře zbudované ego není schopno zvládat. Protože hraniční jedinci některé objekty vnímají jako zcela špatné, obracejí proti nim svou agresi. Cílem je udržet oddělení dobrých a špatných objektů a zničení špatného sebeobrazu, který splývá se špatným objektem. Zničení špatného objektu a sebeobrazu posiluje dobrý sebeobraz, který získává rysy grandiozity a omnipotence. Spolu s grandiózním sebeobrazem hraniční pacient idealizuje i nějaký vnější objekt (například dívka, do níž je zamilován), ale ve skutečnosti si k němu není schopen vytvořit skutečný vztah, neboť objekt funguje jen jako vnější pojistka, jako ochrana sebeobrazu, je používán ve vnitřních bojích – hraniční pacient se jím "nadopovává".
Hraniční pacienti navzdory neschopnosti vztahu mají mimořádnou schopnost empatie s objektem a také si osvojují rafinované techniky, jak ho kontrolovat a manipulovat jím. Proto partneři hraničních pacientů často hovoří o své psychické závislosti na takto nemocných lidech a mocenské podstatě vztahu s nimi. Hraniční pacienti se neustále pokoušejí kontrolovat a ovládat své okolí, aby tím kontrolovali a ovládali vnitřní objekty, jež pod kontrolou nemají. Často umějí v druhých například vyvolávat pocity viny (nezřídka sebevražednými gesty) a takto jimi manipulovat. Sami ovšem vinu nedokáží cítit.
Hraniční pacienti jsou také velmi nestabilní – protože nemají jasně vymezené Self ani ego, často se proměňují, čímž matou své okolí, přijímají různé role, které umějí skvěle hrát (oběť, idealista, milující atp.). Také jejich vztah k objektu je nestabilní – absolutní zbožnění se může během okamžiku překlopit v totální zavrhnutí.
Hraniční pacient často též inklinuje k alkoholu a drogám a vyhledává prostředí, kde dochází ke konfliktům (sportovní utkání, hospody, agresivní subkultury), aby mohl realizovat své zavržení a zničení objektu, často doprovázené brutálním nekontrolovaným násilím. Protože špatně rozlišují self a objekt, násilí se občas překlopí v sebedestrukci (zejména utajované řezání do svého těla ostrými předměty). U hraničních pacientů se projevuje zvláštní forma masochismu: záleží jim na tom, aby ukázali, že překonají jakoukoli bolest, a že se neděsí smrti. Sebedestruktivní realizace agrese je někdy pro ně i ulevující, protože s agresí vůči okolí bývá spojen paranoidní strach z odplaty objektu.
Hraniční pacienti málokdy vyhledávají samotu, většinou mají vztah a umějí si získat díky své empatii přízeň a blízkost druhých. Mají takřka nulovou schopnost sebereflexe, naopak bývají extrémně kritičtí k druhým lidem a veřejným poměrům.
Kernberg tvrdí, že sociopatie (antisociální porucha osobnosti) sama o sobě neexistuje, a že má ve svém jádru vždy právě hraniční poruchu. Stejně tak do kategorie hraniční poruchy zahrnuje i kategorii schizoidní poruchy.
Kernberg hraniční poruchu člení na několik úrovní – těžší stavy je podle něj vhodné léčit psychoanalytickou psychoterapií (nikoli klasickou psychoanalýzou, při níž pacient leží na pohovce – hraniční pacient by při volném asociování mohl regredovat a ztratit schopnost rozlišit sebe a prostředí), těžší stavy takzvanou expresivní psychoterapií, která se méně zabývá minulostí a více analyzuje afektivní stavy pacienta právě ve chvíli terapie.

## Narcistická porucha osobnosti
Kernberg, pod tlakem vlivných teorií Heinze Kohuta, rozlišil ještě tzv. narcistickou poruchu osobnosti. Jde o mírnější patologii, která má podle Kernberga tyto znaky:
- zvýšená potřeba chvály, uznání, obdivu, pozornosti, stvrzení okolím
- grandiózní fantazie střídané sebepodceňováním
- velká ctižádost
- zahledění do sebe
- nedostatek empatie
- snaha využívat a vykořisťovat druhé
- pocit nudy a prázdnoty
- snižování druhých
- exhibicionismus
- neexistence dlouhodobých vztahů
- výbuchy vzteku často střídané sebedestruktivními výpady proti sobě
- popírání stárnutí, upnutí se na kult mládí
- prudká idealizace některých objektů (lidí) – těch, které mají vlastnosti, jež narcistovi chybějí
- lehké paranoidní rysy
- silný pocit, že druzí mi cosi závidějí
- zvláštní uspokojení z vlastní porážky, která je nevědomě předpřipravena

Podle Kernberga je narcistická orientace způsobena první pečující osobou (tedy většinou matkou), která sice byla dostupná, ale byla chladná, neempatická. Dítě si tak vytvořilo obranné "grandiózní Self", na nějž bylo nuceno se spoléhat, když objekt byl zmrtvělý a nespolupracoval na iluzi omnipotence a jejím postupném rozpouštění. (Kohut však používal pojem "grandiózní Self" v jiném významu).
Podle Kernberga je u narcistických pacientů klíčovým tématem závist, lačnost (orální agrese), perzekuční úzkost a strach ze závislosti. Narcistická konfigurace je jakousi obranou před konfigurací hraniční, díky čemuž je velmi obtížně terapeuticky ovlivnitelná, protože jedinec cítí, že její rozklad rozbíjí okovy démona ještě těžší patologie.
U léčby narcistické i hraniční poruchy nicméně Kernberg trvá na rozhodující roli interpretace a pochopení (na rozdíl od Kohuta).

## Polemika s Heinzem Kohutem
Kernberg svedl na poli psychoanalýzy mnoho polemických bojů především s představitelem tzv. selfpsychologie Heinzem Kohutem. Podle Kernberga je Kohutova psychologie pokusem popřít roli těla, sexuality a agresivity v lidském psychickém životě. V oblasti psychoterapie Kernberg trval na klíčové roli interpretace, zatímco selfpsychologové a interpersonální psychoanalytici interpretování opustili ve jménu nabízení emocionální satisfakce svým pacientům (stávají se jejich "náhradními matkami" a dodávají jim důvěryhodnou péči, kterou podle nich v dětství nepoznali). Kernberg Kohutovu selfpsychologii označil za pouze podpůrnou terapii a nepovažoval ji za součást psychoanalýzy.

## České překlady
- Normální a patologická láska (původním názvem: Love relations: normality and pathology). Praha: Portál, 1999. 232 s. ISBN 80-7178-277-7.